# ويليام بورينغ
ويليام هاريسون بورينج (26 فبراير 1841-1 ديسمبر 1932)  كان جنديًا من الاتحاد الأمريكي قاتل في الحرب الأهلية الأمريكية، وكان عضوًا في الكتيبة المتميزة في فوج مشاة إلينوي الثالث والثلاثين الذي ساعد في قيادة سقوط فيكسبيرغ عام 1863. أصبح بورينغ فيما بعد معروفًا كرائد بعد أن استقر في مدينة بورينغ، أوريغون في عام 1874 ، والتي سميت باسمه من بعده. 

## سيرة شخصية

### حياة سابقة
ولد بورينج في جرينفيلد بولاية إلينوي في 26 فبراير 1841. كانت والدته في الأصل من ولاية تينيسي، وكان والده من ولاية ماريلاند. كان لديه أخ أكبر، جورج بورينج (1838-1916)، كان أيضًا رائدًا ومستوطنًا في بلدة كلارنس بولاية ميسوري.  تم تجنيد ممل كجندي في الاتحاد خلال الحرب الأهلية الأمريكية مع فوج المشاة التطوعي الثالث والثلاثين في إلينوي، بدءًا من عام 1861 تحت قيادة Bvt . اللواء تشارلز إدوارد هوفي والعقيد تشارلز إي ليبينكوت. 
كان عضوًا في الكتيبة التي تميزت بسقوط فيكسبيرغ عام 1863، والتي قُتل خلالها 11 من أعضائها البالغ عددهم 32 في معركة.   أصيب بورينغ بإصابات خطيرة في وجهه وحنجرته في حصار فيكسبيرغ،  مما أدى إلى تسريحه.  من شدة الندوب التي تلقاها من إصابات المعركة سيدفعه إلى تربية لحيته لبقية حياته. 
بعد خروجه، عاد بورينغ إلى غرينفيلد، حيث عمل في مزرعة والدته. في 11 ديسمبر 1867، تزوج بورينج من سارة إليزابيث وايلدر في مقاطعة جرين، إلينوي .  

### مستوطنة بورينج ، أوريغون
في أوائل سبعينيات القرن التاسع عشر، بدأ الرئيس يوليسيس س. جرانت في تقديم حوافز لأصحاب المنازل في غرب الولايات المتحدة، مما جذب ويليام بورينج. غادر هو وزوجته سارة إلينوي إلى سان فرانسيسكو، كاليفورنيا ، ثم سافروا شمالًا إلى بورتلاند، أوريغون . كان الأخ غير الشقيق وليام الأكبر، جوزيف (مواليد 1829)، الذي سافر عبر أوريغون تريل في عام 1853، قد استقر بالفعل هناك ويعيش في المنطقة منذ ما يقرب من عقدين من الزمن.  انضم ويليام وسارة إلى جوزيف في منزله عام 1874، على بعد اثني عشر ميلًا شرق بورتلاند. هناك، استقر ويليام وسارة على 160 أكر (65 ها) من الأرض.  أنجبوا طفلين: إلسي في أكتوبر 1875، وعاشوا تسعة أيام فقط. وأورفيل، مواليد 1879. 
أصبحت المستوطنة التي عاشت فيها عائلة بورينغ تُعرف باسم بورينغ اوريغون  بعد أن تبرع ويليام بأرض لبناء مدرسة في عام 1883،  وبعد ذلك تم منح المجتمع اسم «بورينغ».   بحلول مطلع القرن العشرين، أصبحت المدينة مجتمعًا مزدهرًا لقطع الأشجار، كما أدى إنشاء خط سكة حديد بين المدن إلى المدينة من قبل شركة بورتلاند للسكك الحديدية والضوء والطاقة إلى جلب المزيد من السكان والأعمال. 

### الحياة اللاحقة والموت
وفقًا لتعداد الولايات المتحدة لعام 1910، شارك ويليام (الذي كان يبلغ من العمر 69 عامًا آنذاك) وسارة (65 عامًا آنذاك) منزلهما مع ابنه أورفيل وزوجته لوسي وابن الزوجين ليستر البالغ من العمر ثلاث سنوات. كان يعيش أيضًا في المنزل توماس فيلد، وهو عامل بارع مستأجر من مينيسوتا، وروبرت بيشوب، أحد سكان الحدود من ولاية ماين. ترمل بورينغ بعد وفاة سارة في 12 فبراير 1922.  انتقل إلى بورتلاند في وقت ما بين عامي 1923 و 1930، وانتقل إلى منزل أصدقائه المقربين ليستر وإيما أرمسترونج. توفي بورينج في بورتلاند عام 1931 عن عمر يناهز 91 عامًا، بعد مرض لم يكشف عنه دام ثمانية أشهر.